# Władysław Sak

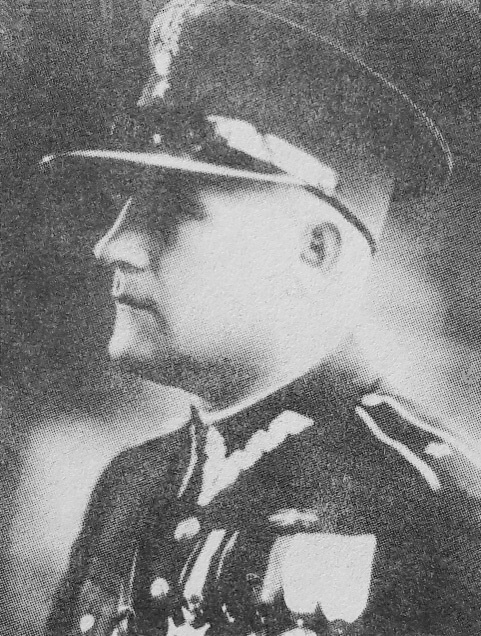
Władysław Sak

Władysław Sak, ps. „Jan Sokół” (ur. 21 grudnia 1896 w Tarnowie, zm. 8 lipca 1982 tamże) – chorąży Wojska Polskiego, działacz niepodległościowy, kawaler Orderu Virtuti Militari.

## Życiorys
Urodził się 21 grudnia 1896 w Tarnowie, w rodzinie Stanisława i Marii z domu Prząda. Jego ojciec był kolejarzem. W 1913 ukończył cztery klasy w c. k. Gimnazjum I w Tarnowie. W 1912 został członkiem Związku Strzeleckiego w Tarnowie i przybrał pseudonim „Jan Sokół”.
W sierpniu 1914 wraz z tarnowską kompanią wyjechał do Krakowa, gdzie 16 sierpnia został wcielony do 16. kompanii 2 pułku piechoty. Pułk został wysłany na front w okolicach Marmaro-Sziget. 17 marca 1915 zwichnął nogę i został wysłany do szpitala w Segedynie. Po wyzdrowieniu wrócił w szeregi Legionów i został przydzielony do 3. oddziału karabinów maszynowych 4 pułku piechoty. 31 lipca 1915 został ranny w ramię prawe, w bitwie pod Jastkowem. Do 17 września przebywał w szpitalu, a następnie w domu rekonwalescentów w Kamieńsku. W 1915 był trzy razy awansowany na stopień: starszego legionisty (11 czerwca), kaprala (11 listopada) i plutonowego (21 grudnia). Następnie brał udział w bitwie pod Kostiuchnówką. 6 lipca 1916 ogniem km osłaniał odwrót III batalionu 4 pp pod Optową. Trwał na posterunku do samego końca, został otoczony i wzięty do niewoli przez Rosjan. Zdaniem towarzyszy broni został zakuty bagnetami. 19 lutego 1918, po powrocie z niewoli, został internowany przez Austriaków w Witkowicach. 17 kwietnia 1918 został wcielony do armii austro-węgierskiej.
W listopadzie 1918 wstąpił do tworzącego się Wojska Polskiego. Otrzymał przydział do 20 pułku piechoty. Brał udział w walkach z Ukraińcami i w wojnie polsko-bolszewickiej. Po wojnie pozostał w wojsku. W styczniu 1922 został przeniesiony do 39 pułku piechoty w Jarosławiu. Awansował na starszego sierżanta, a po 1931 na chorążego. 27 lutego 1925 został przeniesiony do Korpusu Ochrony Pogranicza. Służył kolejno w 14 batalionie granicznym w Borszczowie, 25 batalionie odwodowym w Czortkowie i batalionie KOP „Berezwecz” w Berezweczu. W 1934 w Czortkowie uzupełnił wykształcenie w zakresie klasy szóstej gimnazjum. W 1937 za postawę pod Optową odznaczony został Krzyżem Srebrnym Orderu Virtuti Militari. W marcu 1939 był dowódcą plutonu w szkolnej kompanii karabinów maszynowych batalionu KOP „Berezwecz”.
W trakcie kampanii wrześniowej walczył jako dowódca plutonu przeciwpancernego batalionu KOP „Berezwecz” w składzie Armii „Kraków”. Po kapitulacji oddziałów po bitwie pod Tomaszowem Lubelskim, uniknął niewoli. W trakcie próby przejścia do Generalnego Gubernatorstwa został aresztowany w Łapach przez NKWD i skazany na 5 lat łagrów. Po podpisaniu układu Sikorski-Majski wstąpił do Armii gen. Andersa. Otrzymał przydział do 14 wileńskiego batalionu strzelców. Uczestniczył w bitwie o Monte Casino.
W 1947 po demobilizacji powrócił do Polski. Był prześladowany przez tarnowski Urząd Bezpieczeństwa. Zatrudnił się jako robotnik magazynowy. Zmarł 8 lipca 1982 w Tarnowie i został pochowany na Starym Cmentarzu.
Był żonaty z Heleną Młodzińską, z którą miał syna Jerzego (ur. 23 lipca 1926) i córkę Halinę (ur. 6 listopada 1930).

## Ordery i odznaczenia
- Krzyż Srebrny Orderu Wojskowego Virtuti Militari nr 6287 – 17 maja 1922[16][17][18][2]
- Krzyż Niepodległości – 7 lipca 1931 „za pracę w dziele odzyskania niepodległości”[19][20][2]
- Brązowy Krzyż Zasługi[21][2]
- Medal Pamiątkowy za Wojnę 1918–1921[21]
- Medal Dziesięciolecia Odzyskanej Niepodległości[21]
- Odznaka za Rany i Kontuzje z jedną gwiazdką[22]
- Krzyż Legionowy[22]
- Swastyka 4 Pułku Piechoty Legionów Polskich[22]
- Krzyż Pamiątkowy Monte Cassino nr 16712[15]